# Hôpital René-Huguenin

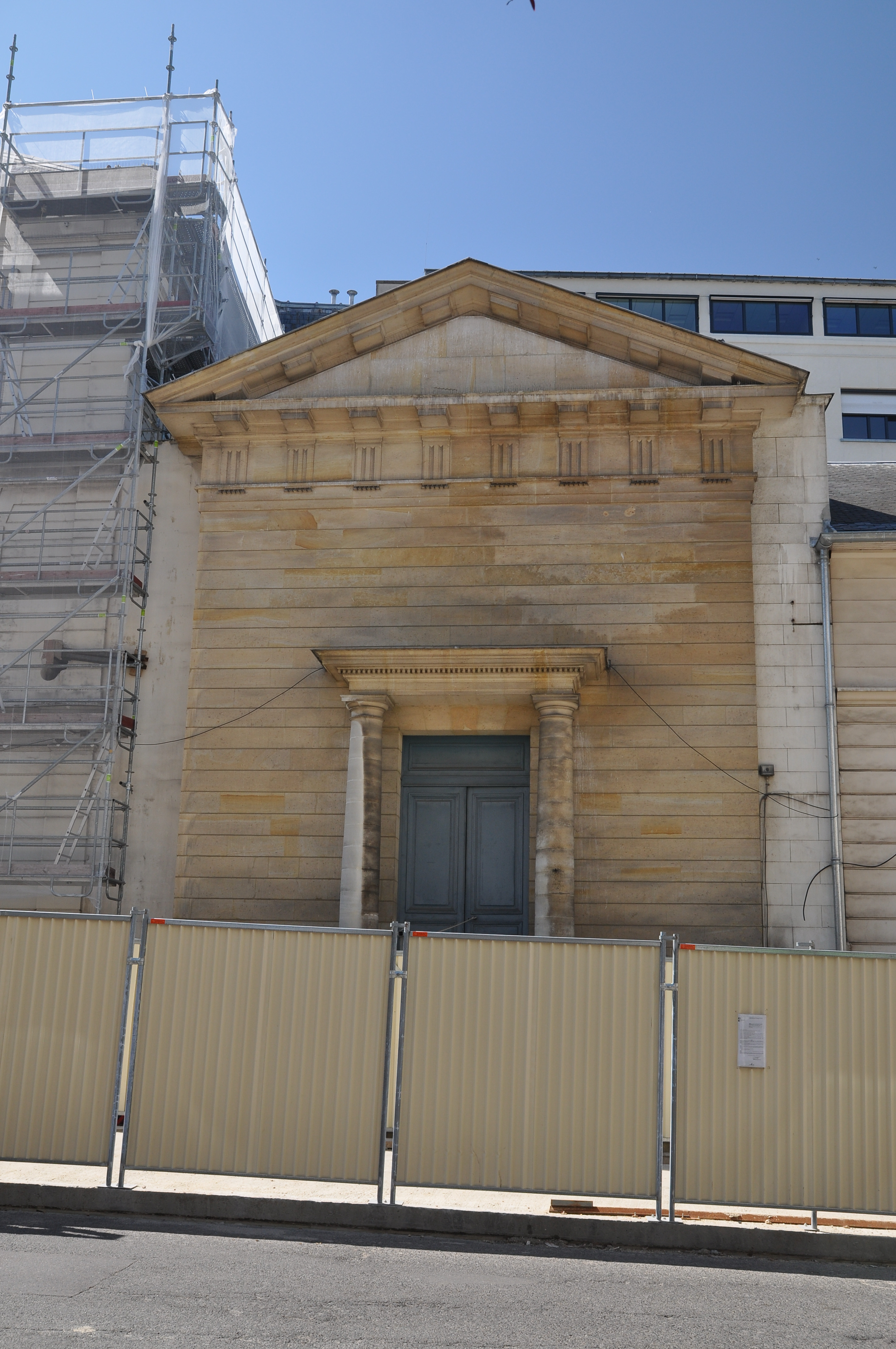
Ehemaliges Krankenhaus von Saint-Cloud

Das Hôpital René-Huguenin ist ein Krankenhaus in Saint-Cloud (Frankreich), das 2010 gegründet wurde. Es gehört heute zum öffentlichen Krankenhausverbund Institut Curie.
Es ist ein Lehrkrankenhaus der Universität Versailles.